# Jos Peeters (politicus)
Petrus Josephus (Jos) Peeters (Wuustwezel, 31 juli 1909 – Antwerpen, 4 februari 1986) was een Belgisch politicus voor de CVP. Hij was burgemeester van Wuustwezel.

## Levensloop
Na de lokale verkiezingen van 1958 werd Peeters aangesteld als burgemeester van Wuustwezel, een ambt dat hij uitoefende tot 1976. Hij werd opgevolgd door Jos Ansoms.